# Der Mantel (1926)
Der Mantel ist ein sowjetischer Stummfilm, den Grigori Kosinzew und Leonid Trauberg 1926 nach der gleichnamigen Vorlage (1842) von Nikolai Gogol gedreht hatten.

## Handlung
Der kleine Angestellte Akaki Akakiewitsch Baschmachkin, von Beruf Büroschreiber und ohne engere soziale Bindungen, wird von seinen Kollegen verspottet. Er ist enttäuscht vom Leben und haust in einer sehr bescheidenen Wohnung. Sein größter Wunsch, ein neuer Mantel, bleibt ihm aus finanziellen Gründen verwehrt. Als er zufällig Zeuge einer geschäftlichen Absprache wird, lässt er sich von dem Grundbesitzer Ptitsin bestechen und kann beim Maßschneider endlich den ersehnten Mantel bestellen. Mit diesem neuen Prachtstück sieht Akaki nicht nur der ersehnten gesellschaftlichen Anerkennung entgegen, sondern auch dem erhofften beruflichen Aufstieg. 
Doch bald werden all seine Erwartungen in nur einer Nacht zerstört. Auf dem Heimweg von einem Fest wird Akaki überfallen und sein Mantel mit dem wunderbaren, Akakis Hals wärmenden Pelzkragen gestohlen. Ebenso schnell wie die Anerkennung erfolgte, gerät er nun ins Abseits. Der allgemeinen sozialen Ächtung, die ihn ins Bodenlose fallen lassen, folgt der frühe Tod – das vorzeitige (und vorübergehende) Ende eines verpfuschten Lebens. Doch Akaki Baschmachkins Geist kehrt bald zurück und beginnt nun all denjenigen zu erscheinen und sich an ihnen zu rächen, die ihm zu Lebzeiten die Hölle auf Erden bereitet hatten.

## Produktionsnotizen
Der Mantel entstand im Winter 1925/26 und feierte seine Premiere am 10. Mai 1926.

## Kritiken
„In expressionistischer Manier zeichnen sie [Kosinzew und Trauberg] die bedrohliche Umwelt. Das Spiel von Licht und Schatten, die Einsamkeit einer verschneiten Straße isolieren den Helden, bringen seine Verlassenheit, seine Hilflosigkeit in einer feindlichen Umwelt direkt zum Ausdruck.“

„Expressionistisch gestalteter Stummfilm; die Studie eines von Beamtendünkel erfüllten Spießers entstand nach zwei Erzählungen von Gogol.“

„“Der Mantel” (1926) war eine gleichsam expressionistische Verfilmung der Gogol-Novelle.“